# Autoroute A 391
Die Autoroute A 391, auch als Antenne de Poligny bezeichnet, ist eine französische Autobahn, die als Zubringer zur A 39 dient und dabei die Orte Bersaillin und Saint-Lothain verbindet. Sie besitzt eine Länge von 4,5 km. Sie wurde am 2. Juni 1998 eröffnet.